# 테브피크 에센치

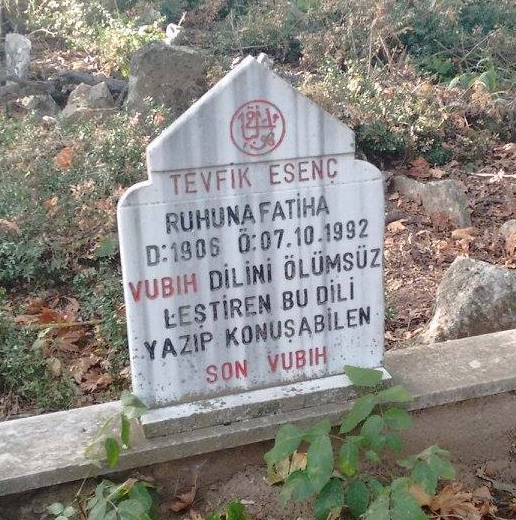
에센치의 무덤

테브피크 에센치(튀르키예어: Tevfik Esenç, 1904년~1992년 10월 7일)는 튀르키예의 소수민족 언어이자 지금은 사어가 된 우비흐어의 마지막 원어민이다. 그는 우비흐어를 구사할줄 알았지만, 우비흐어가 그 당시에는 멸시받았기 때문에 다른 사람들은 그가 사용하는 언어를 배우려 하지 않았다. 그는 프랑스의 언어학자인 조르주 뒤메질과 함께 우비흐어에 대한 기록을 남기자고 제안하였다. 1992년 그는 자택에서 우비흐어에 대한 기록을 남기고 사망했다.